# Robert Kilwardby
Robert Kilwardby OP (c. 1215, Leicestershire o Yorkshire - 11 de setembre de 1279, Viterbo, Itàlia) fou un frare dominic anglès, filòsof, teòleg i arquebisbe i cardenal de Canterbury.

## Vida
Se'n sap poca cosa, dels seus primers anys. Les primeres notícies sobre ell són de la seva assistència a la Universitat de París, en què després de doctorar-se en arts fou professor de lògica i gramàtica. Sobre l'any 1250 entrà a l'Orde de Predicadors, i de retorn a Anglaterra estudià teologia i Sagrades Escriptures, regentant durant alguns anys la càtedra de teologia a la Universitat d'Oxford. El 1261 fou escollit provincial del seu orde a Anglaterra.
El 1270 morí l'arquebisbe de Canterbury Bonifaci de Saboia, i el capítol catedralici escollí com a prior Adam de Chillenden, però el rei Enric III d'Anglaterra nomenà per a aquest càrrec el canceller Robert Burnell; la disputa es resolgué dos anys després quan el Papa Gregori X posà Kilwardby al capdavant de l'arxidiòcesi. Fou consagrat el 26 de febrer de 1273 pel bisbe de Bath William Bitton.
Durant la seva regència de l'arquebisbat, els episodis més coneguts foren la coronació d'Eduard I d'Anglaterra i Elionor de Castella com reis d'Anglaterra a l'abadia de Westminster, l'assistència al Concili de Lió de 1274 en què es tractà la reconciliació amb l'Església Ortodoxa i el suport a les croades, l'infructuós intent de concertar la pau amb el príncep de Gal·les Llewelyn II, la intermediació en la disputa que el poble i el clergat de Canterbury mantingueren per la negativa dels clergues a pagar els impostos per sufragar la guerra contra els gal·lesos, la visita pastoral de la seva província eclesiàstica o la publicació de la condemna de les tesis aristotèliques radicals promogudes pel bisbe parisenc Étienne Tempier el 1277.
Renuncià a l'arxidiòcesi quan el Papa Nicolau III el creà cardenal bisbe de Porto-Santa Rufina al consistori celebrat el 12 de març de 1278. En marxar de Canterbury en direcció Viterbo, on es trobava la cort papal, es dugué amb ell els documents de l'arxiu catedralici i 5.000 marcs suposadament destinats a la construcció del convent de dominics de Londres. Morí l'any següent entre sospites d'enverinament. Fou enterrat al monestir de les monges dominiques de Viterbo.
Deixà escrits diversos tractats sobre filosofia i teologia, homilies i comentaris a les Sagrades Escriptures.